# ヘスス・セアデ
ヘスス・セアデ・クリ（Jesús Seade Kuri, 1946年12月24日メキシコシティ生まれ）は、貿易交渉と国際財政危機マネージメントの分野で幅広い経験を有するエコノミスト、外交官、政治家である。2018年12月1日より、メキシコの北米担当外務次官を務めている。 
2020年6月8日、メキシコ政府はセアデ氏を世界貿易機関（WTO）次期事務局長候補に正式に擁立した。  
同氏の国際貿易分野におけるこれまでの職務経験により、2018年3月、当時大統領候補者だったアンドレス・マヌエル・ロペス・オブラドールより米国・メキシコ・カナダ協定（USMCA）再交渉の代表者として招聘を受けた。当時、USMCAの再交渉はエンリケ・ペニャ・ニエト政権が担当していた。2018年7月1日の大統領選挙以降、ロペス・オブラドールは次期大統領となり、その政権移行チームのメンバーとして交渉に入ると、セアデは交渉解決の糸口を見つけ、新たな貿易協定という形で交渉を成功に導くのに大きく貢献した。この新たな貿易協定はメキシコにとって公正かつ有益なものであり、関係国間の相互尊重の枠組みのなかで、メキシコが発展するための協力強化を図るものである。
セアデはメキシコとレバノン国籍で、大使の称号を持つ。英国、スイス、米国、香港特別行政区、中華人民共和国、母国であるメキシコに長い期間在住し、フランスとブラジルにも1年間居住した。アフリカ、ラテンアメリカ、アジア（中華人民共和国を含む）、ヨーロッパ、中東、北米の70か国以上の国々の政府関係者と緊密な協力関係のもと業務をおこなってきた。セアデの職務経歴のなかで特筆すべきは3つの主要世界経済機関に所属し、重要な地位で任務を遂行したことである。世界銀行では、若くして、ブラジル経済に関する業務の責任者を務めた。国際通貨基金（IMF）では、15のアフリカ諸国への一斉債務免除を担当し、トルコ、ブラジル、アルゼンチンにおける深刻な財政危機に関する業務を主導した。世界貿易機関（WTO）では、優れた交渉者として、後には、難しい交渉案件をまとめるコンセンサス・ファシリテーターとしての手腕を発揮した。その手腕がWTO事務局次席を務めた所以であり、現在は同機関の事務局長に立候補するに至っている

## 学歴
セアデは優秀な成績でメキシコ国立自治大学（UNAM）にて化学技師の学位を取得、イギリス・オックスフォード大学にて、ジェームズ・マーリーズ博士（1996年ノーベル賞受賞）指導のもと、経済学修士と経済学博士の学位を取得した。セアデは通常は2年間かかる修士課程を1年で修了した2人目の学生となった。博士論文[1]ではインセンティブへの影響バランスにおける最適な税政策と所得の分配について論じた。オックスフォード大学で学生として最後の年、修士課程でミクロ経済学に関する講義をおこない、同分野に言及する内容の論文[2]を発表した。    

## 職歴

### 世界銀行
1986年から1989年まで、セアデは世界銀行の首席エコノミストを務めた。当初は各国政策部財務政策担当専門家として、コンゴ民主共和国（当時の名称はザイール）の財務改革および財政政策、モロッコの付加価値税構想について、継続的かつ重要な関与をし、その後、ブラジル部で同国の新たな付加価値税導入を含むすべての経済案件を主導する首席エコノミストとなった。

## GATTとウルグアイラウンド
1989年3月、セアデはGATT担当メキシコ大使として始まり、米国とのセメント業界反ダンピング措置およびマグロの輸出禁止という2つの重要な貿易紛争を率いて我が国の勝利を勝ち取った。セアデは様々な委員会とワーキンググループの委員長を務め、ウルグアイ・ラウンド交渉に非常に積極的に参加。この意欲的な交渉（1986年から94年）が1989年末に3年間にわたる深刻な危機的状況に陥り、交渉を復活させて締結する最後の試みとしてGATT事務局の改編が行われた。
ピーター・サザーランドをトップに、また3人の事務局次長（DGA）の1人としてセアデを迎えた新しいチームは、後発開発途上国（国連で定義されている世界で49か国の最貧国）の利益と義務に焦点を当てて実施された重要な追加交渉や、事務局次席セアデが主導し議長を務め最後までもちこめた交渉、そしてWTOの創設等の交渉等を成功裏に収めた。（1993年から94年）
また、これらの交渉の最終的な成功を模索する間に、セアデは、途上国への関心の側面に特に重点を置いた、ウルグアイ・ラウンド合意の分析を考案し、指示した。それはおおかたが予想した短いフォーマルなコメントではなく、緊迫状態の解消に中心的な役割を果たし、最終的な合意に大きく近づく掘り下げられた忠実な分析であった。[3]
GATT（General Agreement on Tariffs and Trade、関税と貿易に関する一般協定）の8回目にあたるウルグアイラウンドの交渉は、成功裏を収めた多国間貿易システムよりも複雑な貿易と経済の交渉であった。交渉を通じて、新しい組織の設立は提案されることはなく、GATT自体の枠組みの中で、さまざまなテーマと分野で一連の重要な合意に到達することを目指した。交渉の終わりになってようやく、3か国のメンバーによりWTOという新しい機関を設立するという大胆な提案がなされた。この提案の共同提案国こそ、欧州経済共同体（EEC、1993年に欧州連合に編入）、カナダ、そしてセアデが代表を務めたメキシコである。
セアデがGATT常任理事として在任中、1994年にメキシコはOECDへ開発途上国として初めて加盟し、また貿易と競争それぞれの分野の委員会発足時の構成国となったが、彼はメキシコを経済協力開発機構（OECD）へ加盟する交渉を主導した。

### 世界貿易機関
第二次世界大戦後創設された最も重要な多国間機関であり、「人間の歴史上、世界貿易を規制するための最大限の努力」と位置付けられている新しい世界貿易機関の事務局次席として、セアデ大使は一連の重要な分野において直轄の責任者となった。その分野は資本ビジネス、報道分野での政府当局との関係、貿易金融関係、またブレトン・ウッズ機構や国連機関との関係、一方で開発やトレーニング、人事管理にも及ぶ。彼はWTOを代表して世界銀行やIMFとも意欲的な協力協定の交渉に臨んだ。

## 国際通貨基金(IMF)
1997年にアジアで起こり、その後数年間、一連の影響が他の途上諸国にも次々と波及した深刻な通貨危機を世界が経験した後の1998年、セアデ次官は副主幹として国際通貨基金に招聘された。そこで、アルゼンチン、トルコ、ブラジルが直面する深刻な金融危機の対応にあたるチームに参加 (これに際しセアデは、G7加盟国からの290億ドルという当時IMF史上最大の融資獲得を調整した)。またHIPCイニシアティブの枠組みにおいて、多額の負債を抱えていた15のアフリカ諸国の対外債務免除の交渉を主導した。

以降も、上級税務顧問として同基金で幅広い技術支援を指揮し、アフリカ、中東、ラテンアメリカ、ヨーロッパ諸国に関連した高度な専門業務やプロジェクトを率いた。また、IMFの金融政策、財政、データ透明性の促進事業を監督した。同じく、WTOを含む国際機関や各国が打ち出す貿易政策に対するIMFの態度表明の決定機構において責務を果たした。

## その他の役職
セアデは、1976年から1986年の間、イギリスのウォーリック大学で教鞭を執りそこで経済開発研究所を創立し所長を務めた。また、メキシコ大学院大学の経済研究所を設立し同じく所長を歴任する。パリの数学経済観測・計画応用研究所(CEPREMAP)、ならびにリオデジャネイロの純粋応用数学研究所(IMPA)においてセメスター制客員教授を歴任した。
1998年から2010年の間、IMFでの業務と並行し、ワシントンDCのジョージタウン大学ロースクールにおいて国際経済法顧問委員会の委員を務めた。

2008年から2014年にかけて香港の嶺南大学の副学長を務め、2007年から2016年には同大学の経済学部主任教授の任に就いた。同時期、香港特別行政区の金融省ならびに通商産業省の諮問委員会の委員を務め、行政区政府からの支援を受け地元の諸大学と協働し”Hong Kong as a Financial Centre of China and the World”という意欲的な研究を主導した。

2017年、広東省に在する香港中文大学深圳校の国際関係担当副学長を務めた。

また、2007年から2018年の12年間に渡り、香港特別行政区および中華人民共和国で開催された行政、金融、経営関連の数々のフォーラムに参加した。

## 米国・メキシコ・カナダ協定（USMCA）の交渉
アンドレス・マヌエル・ロペス・オブラドール現大統領が2018年7月1日にメキシコ大統領選で勝利を挙げた後、セアデは北米自由貿易協定（NAFTA）改定の交渉官に任命され、当初エンリケ・ペニャ・ニエト前大統領政権の交渉チームとともに交渉に加わった。米国・メキシコ・カナダ協定（USMCA）の交渉は2018年9月30日に実質合意に達し、2018年11月30日にアルゼンチンにて、メキシコのエンリケ・ペニャ・ニエト大統領（当時）、米国のドナルド・トランプ大統領、カナダのジャスティン・トルドー首相により署名された。しかし、2018年11月に行われた米国の中間選挙において下院で民主党が過半数を奪還したことを受け、同国内における批准プロセスが滞った。過半数を占める民主党側が提起した主な問題点について、3カ国が受容でき満足できる形での解決策を見出すため、限定的に交渉プロセスを再開させる必要性が生じた。

ロペス・オブラドール大統領は北米担当外務次官を務めるセアデを交渉官として再度任命し、交渉におけるいかなる調整もメキシコとって良い形となるよう留意し、またUSMCA批准を推し進めることを主な任務とした。同時に、米国とのすべての貿易交渉、特に米国・メキシコ両国におけるUSMCA批准への明らかな障害となっていた1962年通商拡大法232条（安全保障条項）に基づくメキシコの鉄鋼・アルミニウム輸出への関税について、責任を委ねた。

2019年4月に本件解決を任された時にはすでに1年が経過しており、メキシコの鉄鋼・アルミニウム産業に影響が多く出ていたが、3週間に渡る集中的な交渉を経て、両国にとって完全に満足のいく解決に辿りついた[4]。また、協定の全分野においてメキシコ側がコミットメントを遵守するかどうか確証を得るため、説得力があり信頼性の高い規定を求める連邦議会からの要求に対する困難な交渉が同年中に行われたが、既に合意がなされていた内容への最低限の介入に留めた形で合意に辿りつき、結果として三カ国にとってより良い改善が得られることとなり、NAFTAでは当時から直面していた技術的問題により規定されなかった、均衡を保ちつつも拘束力のある法律に基づく国家間紛争解決制度が構築された。

メキシコ上院は2019年6月19日に最初に交渉されたUSMCAの批准法案を賛成114、反対4、棄権3の賛成多数で可決し、同年12月12日にUSMCA修正案を上院の審議で賛成107、反対1、棄権0の圧倒的多数で可決した。米下院は2019年12月19日にUSMCA実施法案を賛成385、反対41で可決し、2020年1月16日に上院が賛成89、反対10の賛成多数で可決した。最後に、カナダ議会が2020年3月13日に全会一致で実施法案を承認した。

メキシコではUSMCAは非常に異なる党派から派生した二つの政府により交渉され、大多数で承認された。米国では両党により強く支持され、議会の両院で大多数の賛成を得て可決。カナダ議会では全会一致で承認された。このように、本新協定は三ヶ国すべてで幅広い支持と政治的合意が得られているものであることは明らかであり、保証されたものである。

## 参照
[1] 『最適非線形課税論について』、博士論文、オックスフォード大学、1979年
[2] ¨『最適税制スケジュールの形について』、公共経済学ジャーナル7巻、1977年
[3] ¨Analysis of the Proposed Uruguay Round Agreement, with Particular Emphasis on Aspects of Interest to Developing Economies TN.TNC / W / 122、1993年11月https://docs.wto.org/gattdocs/q/UR/GNG/W30.PDF  [WTOの設立前に必要なウルグアイ・ラウンドの結果を評価するための公式根拠]
[4] https://ustr.gov/sites/default/files/Joint_Statement_by_the_United_States_and_Mexico.pdf